# Nhà thám hiểm Dora
Nhà thám hiểm Dora (tiếng Anh: Dora the Explorer) là một bộ phim truyền hình hoạt hình giáo dục của Mỹ được tạo ra bởi Chris Gifford, Valerie Walsh Valdes và Eric Weiner. Nhà thám hiểm Dora đã trở thành một bộ phim thường xuyên vào năm 2000. Chương trình được thực hiện trên mạng truyền hình cáp Nickelodeon, bao gồm cả kênh Nick Jr. có liên quan.